# 자금동
자금동(自金洞)은 경기도 의정부시에 위치한 행정구역이다.

## 개요
자금동은 ‘자일동’과 ‘금오동’의 2개 법정동을 관할하고 있는 행정동으로, 자금동이라는 이름은 자일·금오의 머리글자에서 따온 것이다. 북쪽으로는 포천시 소흘읍과 경계를 이루고 있으며, 동쪽으로는 부용천이 서쪽으로 흘러 중랑천에 합류한다.
자일동은 1914년 4월 1일 전국 행정구역 개편때 시북면 자일리·귀락리(歸樂里)·금곡리(金谷里)를 합쳐 시둔면 ‘자일리’로 개칭하였다가 1964년 5월 8일 《의정부의명칭과구역에관한조례》를 개정 공포(조례 제19호)하여 같은 해 6월 1일 동제도가 실시됨에 따라 자일동이 되었다.
금오동은 1914년 4월 1일 전국행정구역 개편때 시북면 금곡리·상서오리(上西梧里)·중서오리(中西梧里)·하서오리(下西梧里)를 합쳐서 시둔면 ‘금오리’로 개칭하였다가 1964년 5월 8일 조례 제19호에 의해여 금오동이 되었다.

## 법정동
- 녹양동 (綠楊洞)
- 금오동 (金梧洞)
- 자일동 (自逸洞)

## 아파트
| 단지명                | 건설사                | 시행사                    | 주소        | 주소   | 입주        | 비고                  |
| --------------------- | --------------------- | ------------------------- | ----------- | ------ | ----------- | --------------------- |
| 금오 아이파크         | 현대산업개발          | 군인공제회                | 부용로 87   | 금오동 | 2002년 6월  |                       |
| 금오 주공그린빌 1단지 | 금호산업 계룡건설산업 | 대한주택공사              | 부용로 49   | 금오동 | 2002년 10월 |                       |
| 금오 주공그린빌 3단지 | ㈜효성                | 대한주택공사              | 부용로 137  | 금오동 | 2003년 8월  |                       |
| 금오주공 2단지        | 요진건설산업㈜        | 대한주택공사              | 하금로 44   | 금오동 | 2005년 8월  | 국민임대              |
| 금오 신도브래뉴       | ㈜신도종합건설        | 금오주공 1단지 재건축조합 | 호국로 1369 | 금오동 | 2004년 10월 | 금오주공 1단지 재건축 |
| 금오 신도브래뉴 UP    | ㈜신도종합건설        | 금오주공 2단지 재건축조합 | 동일로 660  | 금오동 | 2007년 11월 | 금오주공 2단지 재건축 |

## 교육 및 공공기관
- 금오초등학교
- 의순초등학교
- 금오중학교
- 천보중학교
- 을지대학교 의정부캠퍼스
- 도로교통공단 의정부운전면허시험장
- 경기도북부경찰청

## 교통
- 의정부시외버스터미널